# Borek Wielkopolski
Borek Wielkopolski je město ve Velkopolském vojvodství v Polsku. Je sídlem městsko-vesnické gminy Borek Wielkopolski v okrese Gostyń. V roce 2017 zde žilo 2 523 obyvatel.